# Philoria frosti
Philoria frosti är en groddjursart som beskrevs av Spencer 1901. Philoria frosti ingår i släktet Philoria och familjen Limnodynastidae. IUCN kategoriserar arten globalt som akut hotad. Inga underarter finns listade i Catalogue of Life.